# Carlos Scarone
Carlos Scarone (né le 11 novembre 1888 à Montevideo en Uruguay et mort le 12 mai 1965 dans la même ville) est un joueur de football international uruguayen, qui évoluait au poste d'attaquant.
Son frère cadet, Héctor, était également footballeur.

## Biographie

### Carrière en club
Avec le Club Nacional, il remporte huit championnats d'Uruguay.

### Carrière en sélection
Avec l'équipe d'Uruguay, il joue 25 matchs (pour 18 buts inscrits) entre 1909 et 1922. 
Il figure dans le groupe des sélectionnés lors des championnats sud-américains de 1917, de 1919 et de 1920. La sélection uruguayenne remporte la compétition en 1917 et 1920.

## Palmarès
| Club Nacional - Championnat d'Uruguay (8) : - Champion : 1915, 1916, 1917, 1919, 1920, 1922, 1923 et 1924. |  | Uruguay - Championnat sud-américain (2) : - Vainqueur : 1917 et 1920. |